# Joanna Lubomirska

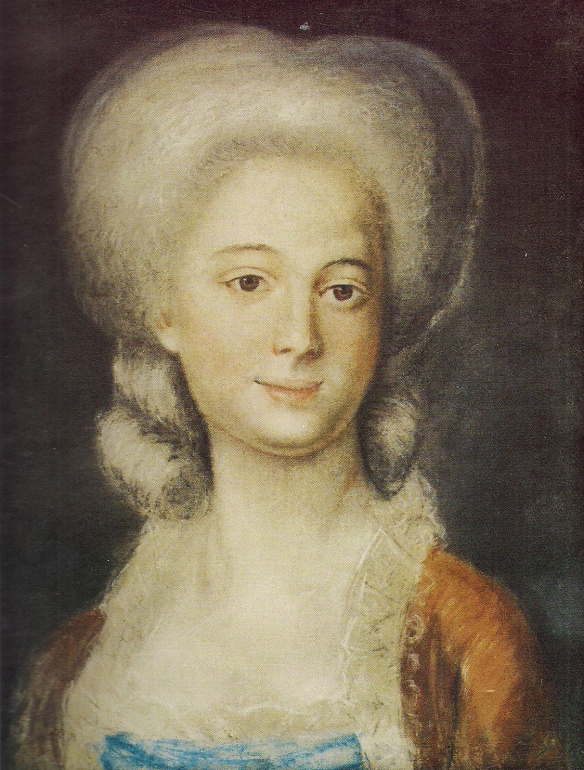
Portret Joanny ze zbiorów muzeum w Rzeszowie

Joanna Lubomirska (ur. 1723 – 30 marca 1783 w Libuszy) – de domo Joanna von Stein zu Jettingen, chorążyna koronna, żona Jerzego Ignacego Lubomirskiego, którego poślubiła 28 lutego 1737 w Krakowie. Konfederatka barska, jako wdowa faworyta ministra Henryka Brühla, właścicielka starostwa libuskiego w 1771 roku.
Z małżeństwa z Lubomirskim miała synów: Adolfa (1738-1775), Franciszka Grzegorza i Jerzego oraz dwie córki Józefę Zofię żonę Adama Ponińskiego i Barbarę żonę Kaspra Lubomirskiego, a potem Kaliksta Ponińskiego i po rozwodzie Aleksandra Winnickiego. Siostra Joanny – Maria Franciszka – wyszła za mąż za Aleksandra Sułkowskiego.